# Justicia salicifolia
Justicia salicifolia är en akantusväxtart som beskrevs av T. Anders.. Justicia salicifolia ingår i släktet Justicia och familjen akantusväxter. Inga underarter finns listade i Catalogue of Life.